# Attila Korodi
Dans le nom hongrois Korodi Attila, le nom de famille précède le prénom, mais cet article utilise l’ordre habituel en français Attila Korodi, où le prénom précède le nom.
Attila Korodi, né le 23 juin 1977 à Miercurea-Ciuc, est un homme politique roumain membre de l'Union démocrate magyare de Roumanie (UDMR). Il est ministre de l'Environnement entre 2007 et 2008, en 2012 et 2014.

## Biographie

### Origines et jeunesse
Il naît dans une famille de la minorité hongroise.
Il est allé au Lycée Marton Aron de Miercura Ciuc entre 1991 et 1995. À cette époque, il s'engage dans diverses activités culturelles et politiques, notamment au sein de la rédaction du journal de son lycée Váltóáram, ainsi qu'en tant que président du conseil des élèves de son lycée et en tant que vice-président, puis président de l'Union des lycéens magyars de Roumanie.
Il entreprend ensuite un cursus génie économique en allemand à l'université Politehnica de Bucarest de 1995 à 2001. Il enchaîne avec une formation en management des organisations et en management stratégique à l'École nationale d'études politiques et administratives de Bucarest entre 2001 et 2003. Il s'implique dans de nombreuses associations relatives à la jeunesse hongroise de Roumanie, avant d'adhérer à l'Union démocrate magyare de Roumanie.
En plus du hongrois, il parle couramment roumain, anglais et allemand.

### Débuts professionnels
Dès 1999, il commence à travailler comme manager au sein de la société SC INTEGRAtel S.A. 
À la suite des élections parlementaires de 2000, Korodi est recruté par le groupe parlementaire de l'UDMR au Parlement roumain, comme conseiller sur les problèmes industriels, technologiques et informatiques, ainsi que sur l'administration publique.
Entre 2001 et 2003 il travaille chez Porsche Roumanie, puis au sein de l'entreprise Skoda.
En 2003 il est engagé comme représentant en Roumanie de la Compagnie nationale de privatisation et d'administration des actions de l'État hongrois, étant chargé de l'information des autorités hongroises sur les projets de développement économique et de privatisation en Roumanie.

### Une rapide ascension institutionnelle
Après les élections locales de 2004, il devient membre du conseil général du județ de Harghita. Quelques mois plus tard, à la suite des élections législatives, il est choisi par l'UDMR pour occuper le poste de secrétaire d'État à l'Intégration européenne du ministère de l'Environnement et des Eaux.
En 2005, Attila Korodi commence une thèse en relations économiques internationales à l'Académie d'études économiques de Bucarest, portant sur l'impact du management des institutions européennes sur l'économie nationale.

### Ministre de l'Environnement à trois reprises
À l'occasion du remaniement ministériel du 5 avril 2007, il est nommé à 29 ans ministre de l'Environnement et du Développement durable dans le gouvernement dirigé par le Premier ministre libéral Călin Popescu-Tăriceanu. Il quitte cette fonction à la fin de son mandat, le 22 décembre 2008.
Le 10 avril 2012, il est appelé pour prendre la succession de László Borbély en tant que ministre de l'Environnement et des Forêts dans le gouvernement de l'indépendant libéral-conservateur Mihai Răzvan Ungureanu. Il abandonne son poste à peine dix-sept jours plus tard, du fait du vote d'une motion de censure et d'un changement de majorité parlementaire.
Finalement, le 4 mars 2014, l'UDMR fait son retour dans la coalition majoritaire. En conséquence, Attila Korodi est retenu pour être ministre de l'Environnement et du Changement climatique.
Il est remplacé le 14 décembre suivant par Grațiela Gavrilescu.